# Palaiseau (quận)
Quận Palaiseau là một quận của Pháp, nằm ở tỉnh Essonne, trong vùng Île-de-France. Quận này có 19 tổng và 65 xã.

## Các đơn vị hành chính

### Các tổng
Các tổng của quận Palaiseau là: 
1. Arpajon
2. Athis-Mons
3. Bièvres
4. Brétigny-sur-Orge
5. Chilly-Mazarin
6. Gif-sur-Yvette
7. Juvisy-sur-Orge
8. Limours
9. Longjumeau
10. Massy-Est
11. Massy-Ouest
12. Montlhéry
13. Orsay
14. Palaiseau
15. Sainte-Geneviève-des-Bois
16. Saint-Michel-sur-Orge
17. Savigny-sur-Orge
18. Les Ulis
19. Villebon-sur-Yvette

### Các xã
Các xã của quận Palaiseau, và mã INSEE là: 
| 1. Arpajon (91021)                   | 2. Athis-Mons (91027)             | 3. Avrainville (91041)         | 4. Ballainvilliers (91044)            |
| 5. Bièvres (91064)                   | 6. Boullay-les-Troux (91093)      | 7. Briis-sous-Forges (91111)   | 8. Bruyères-le-Châtel (91115)         |
| 9. Brétigny-sur-Orge (91103)         | 10. Bures-sur-Yvette (91122)      | 11. Champlan (91136)           | 12. Cheptainville (91156)             |
| 13. Chilly-Mazarin (91161)           | 14. Courson-Monteloup (91186)     | 15. Fontenay-lès-Briis (91243) | 16. Forges-les-Bains (91249)          |
| 17. Gif-sur-Yvette (91272)           | 18. Gometz-la-Ville (91274)       | 19. Gometz-le-Châtel (91275)   | 20. Guibeville (91292)                |
| 21. Igny (91312)                     | 22. Janvry (91319)                | 23. Juvisy-sur-Orge (91326)    | 24. La Norville (91457)               |
| 25. La Ville-du-Bois (91665)         | 26. Le Plessis-Pâté (91494)       | 27. Les Molières (91411)       | 28. Les Ulis (91692)                  |
| 29. Leudeville (91332)               | 30. Leuville-sur-Orge (91333)     | 31. Limours (91338)            | 32. Linas (91339)                     |
| 33. Longjumeau (91345)               | 34. Longpont-sur-Orge (91347)     | 35. Marcoussis (91363)         | 36. Marolles-en-Hurepoix (91376)      |
| 37. Massy (91377)                    | 38. Montlhéry (91425)             | 39. Morangis (91432)           | 40. Nozay (91458)                     |
| 41. Ollainville (91461)              | 42. Orsay (91471)                 | 43. Palaiseau (91477)          | 44. Paray-Vieille-Poste (91479)       |
| 45. Pecqueuse (91482)                | 46. Saclay (91534)                | 47. Saint-Aubin (91538)        | 48. Saint-Germain-lès-Arpajon (91552) |
| 49. Saint-Jean-de-Beauregard (91560) | 50. Saint-Michel-sur-Orge (91570) | 51. Saint-Vrain (91579)        | 52. Sainte-Geneviève-des-Bois (91549) |
| 53. Saulx-les-Chartreux (91587)      | 54. Savigny-sur-Orge (91589)      | 55. Vaugrigneuse (91634)       | 56. Vauhallan (91635)                 |
| 57. Verrières-le-Buisson (91645)     | 58. Villebon-sur-Yvette (91661)   | 59. Villejust (91666)          | 60. Villemoisson-sur-Orge (91667)     |
| 61. Villiers-le-Bâcle (91679)        | 62. Villiers-sur-Orge (91685)     | 63. Wissous (91689)            | 64. Égly (91207)                      |
| 65. Épinay-sur-Orge (91216)          |                                   |                                |                                       |